# Fibrat principal

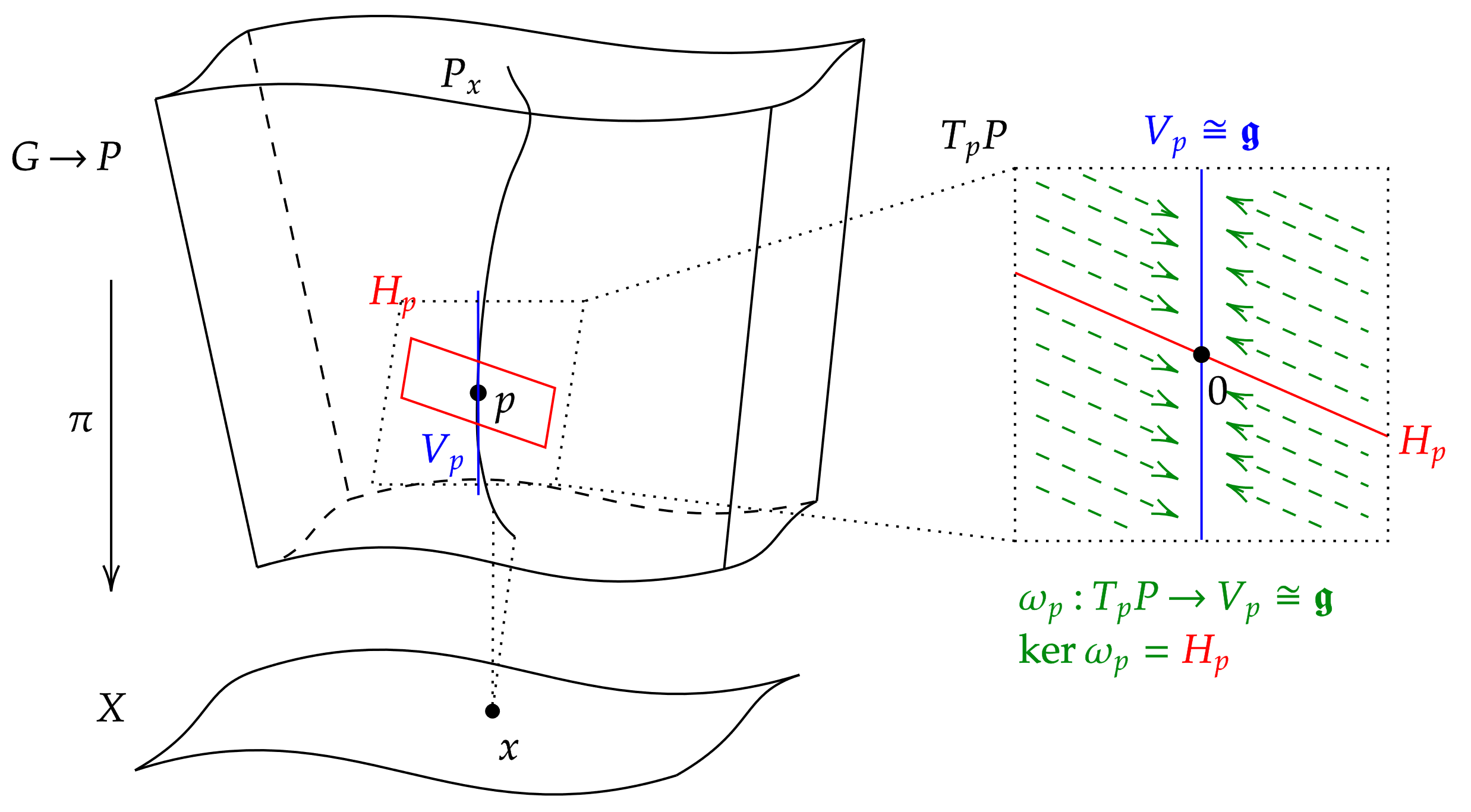
Diagrama que mostra com es pot considerar la forma de connexió del fibrat principal com un operador de projecció a l'espai tangent del fibratprincipal.

En matemàtiques, un fibrat principal és un objecte matemàtic que formalitza algunes de les característiques essencials del producte cartesià {\displaystyle X\times G} d'un espai {\displaystyle X} amb un grup {\displaystyle G}. De la mateixa manera que amb el producte cartesià, un fibrat principal {\displaystyle P} està equipat amb
1. Una acció de {\displaystyle G} en {\displaystyle P}, anàleg a {\displaystyle (x,g)h=(x,gh)} per a un espai de producte.
2. Una projecció sobre {\displaystyle X}. Per a un espai de producte, això és només la projecció sobre el primer factor, {\displaystyle (x,g)\mapsto x}.

A diferència d'un espai de producte, els fibrats principals no tenen una opció preferida de secció transversal d'identitat; no tenen anàleg preferit {\displaystyle (x,e)}. De la mateixa manera, generalment no hi ha projecció {\displaystyle G} generalitzant la projecció sobre el segon factor, {\displaystyle X\times G\to G} que existeix per al producte cartesià. També poden tenir una topologia complicada que impedeix que es realitzin com a espai de producte, fins i tot si es fan una sèrie d'opcions arbitràries per intentar definir aquesta estructura definint-la en peces més petites de l'espai.
Un exemple comú d'un fibrat principal és el fibrat de marcs {\displaystyle F(E)} d'un fibrat vectorial {\displaystyle E}, que consta de totes les bases ordenades de l'espai vectorial units a cada punt. El grup {\displaystyle G,} en aquest cas, és el grup lineal general, que actua a la dreta de la manera habitual (fibrat de marcs): per canvis de base. Com que no hi ha una manera natural de triar una base ordenada d'un espai vectorial, un fibrat de marcs no té una elecció canònica de secció transversal d'identitat.
Els fibrats principals tenen aplicacions importants en topologia i geometria diferencial i teoria de gauge matemàtic. També han trobat aplicació en física on formen part del marc fonamental de les teories del gauge físic.